# Перкі (Польща)
Перкі (пол. Perki) — село в Польщі, у гміні Мала Весь Плоцького повіту Мазовецького воєводства.
Населення — 149 осіб (2011).
У 1975-1998 роках село належало до Плоцького воєводства.

## Демографія
Демографічна структура станом на 31 березня 2011 року:
|          | Загалом | Допрацездатний вік | Працездатний вік | Постпрацездатний вік |
| -------- | ------- | ------------------ | ---------------- | -------------------- |
| Чоловіки | 77      | 12                 | 52               | 13                   |
| Жінки    | 72      | 10                 | 47               | 15                   |
| Разом    | 149     | 22                 | 99               | 28                   |